# Onthophagus monapoides
Onthophagus monapoides là một loài bọ cánh cứng trong họ Bọ hung (Scarabaeidae).